# Chaetodus mimi
Chaetodus mimi är en skalbaggsart som beskrevs av Federico Ocampo 2006. Chaetodus mimi ingår i släktet Chaetodus och familjen Hybosoridae. Inga underarter finns listade i Catalogue of Life.